# DFB-Pokal 1958/59
De DFB-Pokal 1958/59 was de 16e editie van de strijd om de Duitse voetbalbeker. Het toernooi begon op 3 oktober 1959 en de finale werd gespeeld op 27 december 1959. Er deden evenveel teams mee als aan de vorige editie. In totaal werden er vier wedstrijden gespeeld in dit toernooi. Schwarz-Weiß Essen won de finale tegen Borussia Neunkirchen met 5-2. Schwarz-Weiß Essen ontvangt alle eerste keer Duitse voetbalbeker. In de finale waren er 20.000 toeschouwers, de wedstrijd werd gefloten door Gerhard Schulenburg. De wedstrijd werd gespeeld in het Auestadion.

## Kwalificatieronde
| 16 augustus 1959 |       |                    |
| Hertha BSC       | 3 – 6 | Schwarz-Weiß Essen |

## Halve finale
3 oktober 1959 / 12 december 1959
| Borussia Neunkirchen | 2 – 1 | VfR Mannheim       |
| Hamburger SV         | 1 – 2 | Schwarz-Weiß Essen |

## Finale
| 27 december 1959   |       |                      |
| Schwarz-Weiß Essen | 5 – 2 | Borussia Neunkirchen |

Tschammerpokal:
1935 · 
1936 · 
1937 · 
1938 · 
1939 ·
1940 · 
1941 · 
1942 · 
1943 

DFB-Pokal:
1952/53 · 
1953/54 · 
1954/55 · 
1955/56 · 
1956/57 · 
1957/58 · 
1958/59 · 
1959/60 · 
1960/61 · 
1961/62 · 
1962/63 · 
1963/64 · 
1964/65 · 
1965/66 · 
1966/67 · 
1967/68 · 
1968/69 · 
1969/70 · 
1970/71 · 
1971/72 · 
1972/73 · 
1973/74 · 
1974/75 · 
1975/76 · 
1976/77 · 
1977/78 · 
1978/79 · 
1979/80 · 
1980/81 · 
1981/82 · 
1982/83 · 
1983/84 · 
1984/85 · 
1985/86 · 
1986/87 · 
1987/88 · 
1988/89 · 
1989/90 · 
1990/91 · 
1991/92 · 
1992/93 ·
1993/94 · 
1994/95 · 
1995/96 · 
1996/97 · 
1997/98 · 
1998/99 · 
1999/00 · 
2000/01 · 
2001/02 ·
2002/03 · 
2003/04 ·
2004/05 · 
2005/06 ·
2006/07 · 
2007/08 ·
2008/09 ·
2009/10 · 
2010/11 ·
2011/12 ·
2012/13 ·
2013/14 ·
2014/15 ·
2015/16 ·
2016/17 ·
2017/18 ·
2018/19 ·
2019/20 ·
2020/21 .
2021/22 ·
2022/23 ·
2023/24 .
2024/25